# Dwight Davis (cestista)
Dwight E. Davis (Houston, 28 ottobre 1949) è un ex cestista statunitense, professionista nella NBA.

## Carriera
Venne selezionato dai Cleveland Cavaliers al primo giro del Draft NBA 1972 (3ª scelta assoluta).

## Statistiche

### NBA

#### Regular Season
| Anno      | Squadra             | PG  | PT | MP   | TC%  | 3P% | TL%  | RP  | AP  | PRP | SP  | PP   |
| --------- | ------------------- | --- | -- | ---- | ---- | --- | ---- | --- | --- | --- | --- | ---- |
| 1972-1973 | Cleveland Cavaliers | 81  | -  | 26,6 | 39,2 | -   | 79,3 | 7,0 | 1,5 | -   | -   | 9,4  |
| 1973-1974 | Cleveland Cavaliers | 76  | -  | 32,6 | 43,6 | -   | 71,9 | 8,5 | 2,4 | 0,8 | 1,0 | 12,5 |
| 1974-1975 | Cleveland Cavaliers | 78  | -  | 25,2 | 44,3 | -   | 71,8 | 5,9 | 1,9 | 0,6 | 0,5 | 9,8  |
| 1975-1976 | G.S. Warriors       | 72  | -  | 12,0 | 41,3 | -   | 69,0 | 3,1 | 0,6 | 0,3 | 0,4 | 4,2  |
| 1976-1977 | G.S. Warriors       | 33  | -  | 16,7 | 44,4 | -   | 68,1 | 2,9 | 0,9 | 0,3 | 0,2 | 4,8  |
| Carriera  | Carriera            | 340 | -  | 23,6 | 42,3 | -   | 73,0 | 5,9 | 1,6 | 0,5 | 0,6 | 8,6  |

#### Playoffs
| Anno     | Squadra       | PG | PT | MP   | TC%  | 3P% | TL%  | RP  | AP  | PRP | SP  | PP  |
| -------- | ------------- | -- | -- | ---- | ---- | --- | ---- | --- | --- | --- | --- | --- |
| 1976     | G.S. Warriors | 11 | -  | 12,9 | 43,2 | -   | 81,8 | 2,5 | 0,9 | 0,3 | 0,4 | 4,5 |
| Carriera | Carriera      | 11 | -  | 12,9 | 43,2 | -   | 81,8 | 2,5 | 0,9 | 0,3 | 0,4 | 4,5 |

## Palmarès
- NCAA AP All-America Second Team (1972)
- NBA All-Rookie First Team (1973)